# Тоньяо
Анто́нио Ка́рлос Ко́ста Гонса́лвес (порт.-браз. Antônio Carlos Costa Gonçalves), известный как Тонья́о (порт.-браз. Tonhão; 23 февраля 1969, Сан-Паулу — 22 октября 2024, Сан-Паулу) — бразильский футболист, защитник.

## Биография
Занимался футболом в школе «Пекенинос до Жокей» из Сан-Паулу.
Лучшие годы Тоньяо прошли в «Палмейрасе», вместе с которым он дважды стал чемпионом Бразилии, играя бок о бок с Роберто Карлосом и Ривалдо. В команду попал благодаря известному в прошлом защитнику Минуке. За «Палмейрас» сыграл 157 матчей и забил четыре гола. В 1998 году выступал за тульский «Арсенал». По некоторым данным, с зарплатой 25 000 $ в месяц был самым высокооплачиваемым футболистом российского первого дивизиона.
Работал в футбольной школе Meninos da Vila и в автомобильном бизнесе.
Умер 22 октября 2024 года в возрасте 55 лет.

## Достижения
Палмейрас
- Победитель Лиги Паулиста (3): 1993, 1994, 1996
- Победитель турнира Рио-Сан-Паулу (1): 1993
- Чемпион Бразилии (2): 1993, 1994